# Margana
Margana là một chi bướm đêm thuộc họ Erebidae.